# Saint-Amadou
Saint-Amadou település Franciaországban, Ariège megyében. Lakosainak száma 272 fő (2022. január 1.). Saint-Amadou Le Carlaret, Ludiès, Les Pujols, Saint-Félix-de-Tournegat és La Tour-du-Crieu községekkel határos.

## Népesség
A település népessége az elmúlt években az alábbi módon változott:
| Lakosok száma | 215  | 156  | 189  | 228  | 250  | 252  | 241  | 241  | 249  | 272  |
|               | 1968 | 1982 | 1990 | 2006 | 2013 | 2015 | 2017 | 2019 | 2020 | 2022 |